# Luß
Ein Luß ist ein Gebietsstreifen, der bei der Besiedlung während der Rodungszeit im Mittelalter einer Adelsfamilie oder einem Kloster durch das Los zugeteilt wurde, etwa im Hochmittelalter (11./12. Jhd.) als der sogenannte Nordwald (Bayerischer Wald, Böhmerwald, Waldviertel) nördlich der Donau kultiviert wurde. Die mit der Rodung und Urbarmachung des Landes betrauten Adelsfamilien galten als „hochfrei“. Die Geschlechter der Hochfreien starben im Lande ob der Enns gegen Ende des 12. und Anfang des 13. Jahrhunderts aus.
In Wien-Döbling erinnert der Straßenname An den langen Lüssen an eine mittelalterliche Landverlosung. In Wien-Hietzing findet man die Toponyme Sankt Veiter Lissen und Veitlissengasse.